# Wilbert Plijnaar
Wilbert Plijnaar (né en 1954) est un auteur de bande dessinée néerlandais.

## Biographie

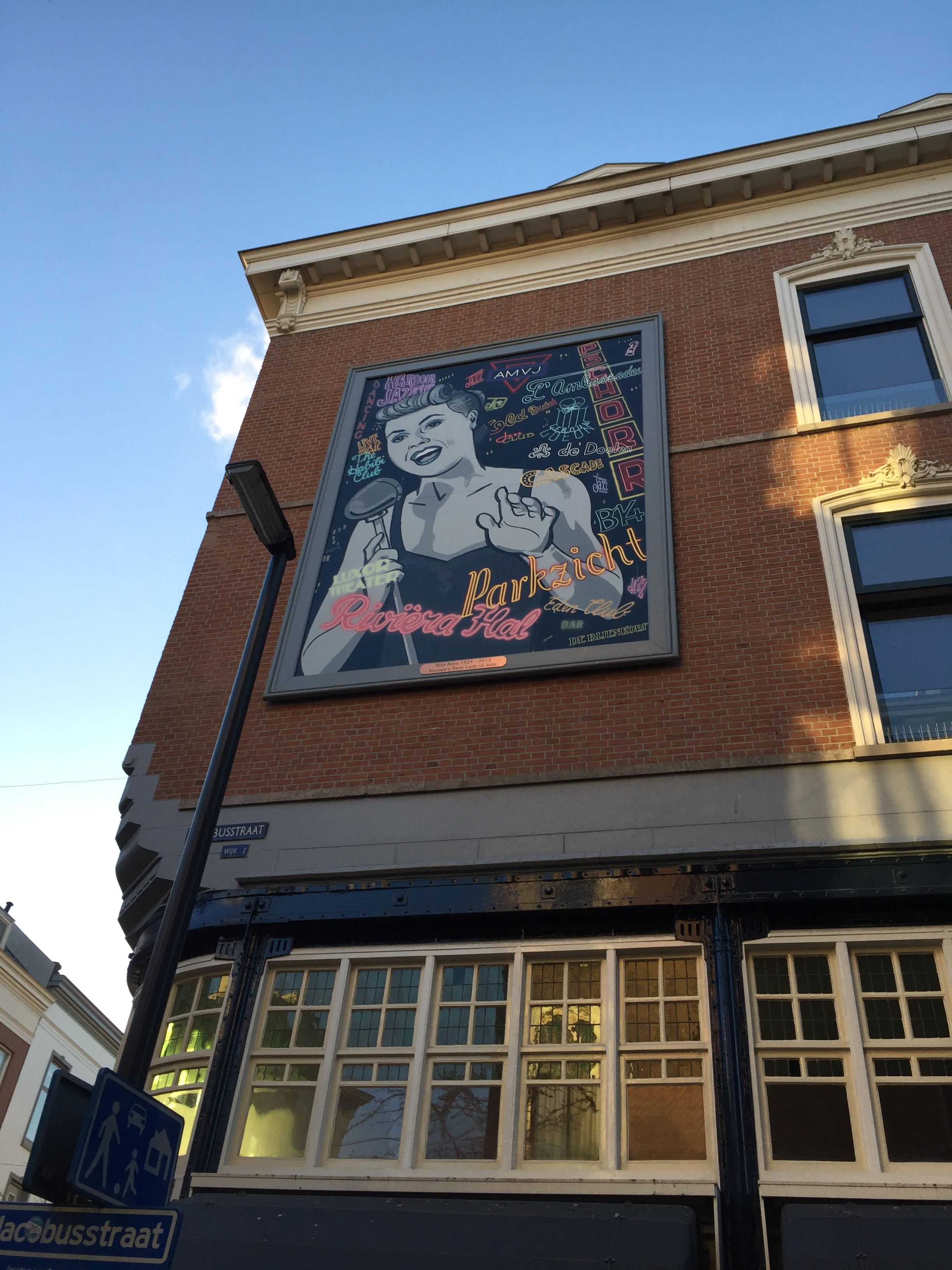
Rita Reys (Rotterdam) par Wilbert Plijnaar

Spécialisé dans la bande dessinée humoristique, il est surtout connu pour son association avec le dessinateur Robert van der Kroft et le scénariste Jan van Die, qui l'a conduit à reprendre de 1975 à 2001 la série jeunesse classique Jojo et Jimmy (Sjors en Sjimmie), et à créer en 1988 la série Claire (nl) dans l'hebdomadaire Flair, sur laquelle il laisse la place à Evert Geradts en 2001.
Depuis la fin des années 1990, il travaille pour les studios hollywoodiens de dessin animé, principalement comme storyboardeur.

## Récompense
- 1995 : Prix Stripschap, pour l'ensemble de son œuvre (avec Robert van der Kroft et Jan van Die)